# Cis nigrorugosus
Cis nigrorugosus is een keversoort uit de familie houtzwamkevers (Ciidae). De wetenschappelijke naam van de soort werd in 1901 gepubliceerd door Schilsky.